# 放光般若经
《放光般若经》，又称《放光般若波罗蜜经》、《放光摩诃般若经》、《摩诃般若放光经》、《光般若波罗蜜经》、《放光经》，汉传佛教般若经典籍，为西晋无罗叉、竺叔兰等翻译。

## 简介
该经记述般若波罗蜜法及学习功德。最初该经由曹魏甘露五年时，朱士行从西域地区抄得梵本，由弟子法饶送回洛阳。晋惠帝元康元年才由于阗高僧无罗叉送梵本，由竺叔兰口译、祝太玄、周玄明笔受完成。